# Suche (Poronin)
Suche ist ein Dorf in der Landgemeinde Poronin im Powiat Tatrzański in der Woiwodschaft Kleinpolen im Süden Polens in der historischen Region Podhale. Es liegt westlich des Gebirgsflusses Zakopianka und der gleichnamigen Woiwodschaftsstraße. Das Dorf liegt im Gebirgszug der Pogórze Gubałowskie an den Nordhängen der ungefähr 1100 Meter hohen Gubałówka ungefähr zwei Kilometer südlich von Poronin und ungefähr zwei Kilometer nördlich von Zakopane. Es ist ein Skiort am Fuße der Hohen Tatra mit einem größeren Skigebiet.

## Tourismus
Der Ortsname Suche lässt sich als Trockenes übersetzen. Die touristische Infrastruktur ist gut ausgebaut. 

### Wintersport
In Suche ist das gleichnamige Skigebiet tätig. 